# Onchocalanus wolfendeni
Onchocalanus wolfendeni is een eenoogkreeftjessoort uit de familie van de Phaennidae. De wetenschappelijke naam van de soort is voor het eerst geldig gepubliceerd in 1950 door Vervoort.